# Giuseppe Gazzaniga

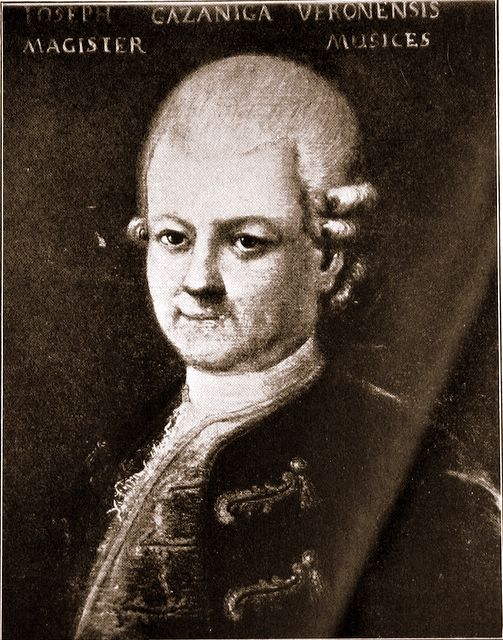
Giuseppe Gazzaniga ca. 1780

Giuseppe Gazzaniga (* 5. Oktober 1743 in Verona; † 1. Februar 1818 in Crema) war ein italienischer Opernkomponist.

## Leben
Giuseppe Gazzaniga sollte eigentlich auf Wunsch des Vaters Priester werden. Nach dessen Tod studierte er jedoch Musik in Venedig, u. a. für kurze Zeit bei Nicola Antonio Porpora und danach am Conservatorio di Sant’Onofrio a Porta Capuana in Neapel. Dort war er Schüler von Niccolò Piccinni. Von 1791 bis zu seinem Tod war er Kapellmeister an der Kathedrale von Crema, wo er ab 1802 Stefano Pavesi unterrichtete. Gazzaniga komponierte auch Instrumentalmusik und Kirchenmusik, die zu großen Teilen noch handschriftlich erhalten ist (im Staatsarchiv Verona und in Bologna im Civico Museo bibliografico musicale G.B. Martini).

## Werke
Gazzaniga vertonte rund 60 Opernlibretti, sein größter Erfolg war die Oper Don Giovanni o sia Il Convitato di Pietra (Uraufführung am 5. Februar 1787 in Venedig), deren von Giovanni Bertati verfasster Text Lorenzo da Ponte als unmittelbare Vorlage für sein Libretto für Mozarts Don Giovanni diente. Gazzanigas Oper wurde 1789 in Korfu, 1791 in Paris, 1792 in Lissabon und 1796 in Madrid aufgeführt.
Die folgende Liste basiert auf den Angaben bei Grove Music Online und Corago.

### Opern
- Il barone di Trocchia, intermezzo; Libretto: Francesco Cerlone; Karneval 1768, Neapel, Teatro Nuovo[2]
- La locanda, dramma giocoso; Libretto: Giovanni Bertati; Januar 1771, Venedig, Teatro San Moisè; viele weitere Produktionen bis 1782, auch unter Titeln wie Il matrimonio per inganno oder Il re de’ mammalucchi[3]
- Calandrano, dramma giocoso per musica; Libretto: Giovanni Bertati; Herbst 1771, Venedig, Teatro San Samuele; 1772 in Reggio Emilia, Mantua und Dresden, 1773 in Genua, Wien und Bologna, 1774 in Lissabon, 1776 in Udine[4]
- L’isola d’Alcina, dramma giocoso per musica; Libretto: Giovanni Bertati; 26. Dezember 1771, Venedig, Teatro San Moisè; viele weitere Produktionen bis 1785[5]
- Ezio, dramma per musica; Libretto: Pietro Metastasio; Februar 1772, Venedig, Teatro San Benedetto; im selben Jahr auch in Prag[6]
- La tomba di Merlino, dramma giocoso per musica; Libretto: Giovanni Bertati; Herbst 1772, Venedig, Teatro San Moisè[7]
- Armida, dramma per musica; Libretto: Jacopo Durandi; 9. Januar 1773, Rom, Teatro Argentina[8]
- Zon Zon, principe di Kibin-Kin-Ka, dramma giocoso; Libretto: Giovanni Bertati; 16. Oktober 1773, Mailand, Teatro Regio Ducale[9]
- Le orfane svizzere, dramma giocoso per musica; Libretto: Pietro Chiari; Karneval 1774, Novara, Teatro Cavalli[10]
- Il ciarlatano in fiera, dramma giocoso per musica; Libretto: Pietro Chiari; 4. Januar 1774, Venedig, Teatro San Moisè[11]
- L’isola di Calipso, dramma per musica; Libretto: Giovanni Pindemonte; Karneval 1775, Verona, Teatro Filarmonico[12]
- Perseo e Andromeda, dramma per musica; Libretto: Giovani De Gamerra; 15. September 1775, Florenz, Teatro della Pergola; 1781 in Prag, 1783 in Braunschweig[13]
- Gli errori di Telemaco, dramma per musica; Libretto: Carlo Giuseppe Lanfranchi Rossi; 8. April 1776, Pisa, Teatro de’ nobili sig. fratelli Prini; 1777 in Prag[14]
- La bizzaria degli umori, farsetta per musica; 9. Februar 1777, Rom, Teatro Capranica; im selben Jahr auch in Bologna und Ferrara, 1778 in Florenz, 1784 in Pistoia[15]
- Il marchese di Verde Antico, intermezzo per musica (mit Francesco Piticchio); Libretto: Giovanni Bertati; Karneval 1778, Rom, Teatro Capranica; 1782 in Perugia[16]
- La vendemmia, dramma giocoso per musica; Libretto: Giovanni Bertati; 15. Mai 1778, Florenz, Teatro della Pergola; viele weitere Produktionen bis 1805[17]
- Il re de’ pazzi, intermezzo in musica; Herbst 1778, Venedig, Teatro San Giovanni Grisostomo; zuvor am 27. Dezember 1777 Privataufführung beim Grafen Pinamonte Boncossa unter dem Titel Il regno dei pazzi[18]
- La finta folletto, intermezzo per musica; 29. Dezember 1778, Rom, Teatro Capranica[19]
- Antigono, dramma per musica; Libretto: Pietro Metastasio; 31. Januar 1779, Rom, Teatro Argentina[20]
- Il disertore, dramma giocoso per musica; Libretto: Ferdinando Casorri nach Louis-Sébastien Mercier; 5. April 1779, Florenz, Teatro della Pergola; 1783 in Barcelona, 1789 in Bologna, 1795 in Gorizia, 1796 in Lissabon, Verona und Madrid, 1807 in Ancona[21]
- La viaggiatrice, dramma giocoso per musica; Libretto: Francesco Saverio Zini; 14. Mai 1780, Neapel, Teatro del Fondo[22]
- Il ritorno d’Ulisse a Penelope, melodramma; Libretto: Giovanni Andrea Moniglia; Karneval 1781, Palermo, Teatro di Santa Cecilia[23]
- La stravagante, commedia per musica; Libretto: Francesco Saverio Zini; 12. Februar 1781, Neapel, Teatro del Fondo[24]
- Antigona, dramma per musica; Libretto: Gaetano Roccaforte; 30. Mai 1781, Neapel, Teatro San Carlo[25]
- Amor per oro, dramma giocoso per musica; Libretto: Giuseppe Manolessi; Herbst 1782, Venedig, Teatro San Samuele[26]
- La creduta infedele, commedia per musica; Libretto: Francesco Cerlone; Frühling 1783, Neapel, Teatro dei Fiorentini[27]
- L’intrigo delle mogli, commedia per musica; Libretto: Giuseppe Palomba; Herbst 1783, Neapel, Teatro del Fondo[28]
- La dama contadina, intermezzi per musica; Karneval 1784, Rom, Teatro Capranica[29]
- Tullo Ostilio, dramma per musica; Libretto: Francesco Ballani; 10. Februar 1784, Rom, Teatro Argentina[30]
- Il serraglio d’Osmano, dramma giocoso per musica; Libretto: Giovanni Bertati; 27. Dezember 1784, Venedig, Teatro San Moisè; 1785 in Florenz, Mailand, Prag und Bologna, 1786 in Perugia, Leipzig, Vicenza, Padua und Triest, 1788 in Korfu und Madrid, 1791 in Pavia und Udine, 1785 in Lissabon[31]
- La moglie capricciosa, dramma giocoso per musica; Libretto: Filippo Livigni; Herbst 1785, Venedig, Teatro San Moisè; viele weitere Produktionen bis 1804[32]
- Il finto cieco, dramma buffo; Libretto: Lorenzo Da Ponte nach Marc-Antoine Legrand; 20. Februar 1786, Wien, Hoftheater; 1791 in Paris[33]
- Circe, dramma per musica; Libretto: Domenico Perelli; 20. Mai 1786, Venedig, Teatro San Benedetto[34]
- La contessa di Novaluna, dramma giocoso per musica (mit Vincenzo Fabrizi); Libretto: Giovanni Bertati; Herbst 1786, Venedig, Teatro San Moisè; 1787 in Genua, 1788 in Dresden[35]
- Le donne fanatiche, dramma giocoso per musica; Libretto: Giovanni Bertati; 2. Oktober 1786, Venedig, Teatro San Moisè; 1789 in Florenz[36]
- L’amore costante, commedia per musica; Libretto: Giovanni Bertati; 26. Dezember 1786, Venedig, Teatro San Moisè; 1787 in Triest und Florenz, 1788 in Korfu, 1793 in Rovigo, 1794 in Mestre und Udine[37]
- Don Giovanni Tenorio, ossia Il convitato di pietra, dramma giocoso (zusammen mit Giovanni Valentini); Libretto: Giovanni Bertati; 5. Februar 1787, Venedig, Teatro San Moisè; viele weitere Produktionen bis 1821, auch unter Titeln wie Il capriccio drammatico, L’impresario in angustie, L’impresario in rovina, La maga Circe oder Il Don Giovanni[38]
- La Didone, dramma serio per musica; Libretto: Pietro Metastasio; 21. Juli 1787, Vicenza, Nuovo; 1794 in Genua[39]
- La cameriera di spirito, dramma giocoso per musica; Libretto: Gaetano Fiorio; Herbst 1787, Venedig, Teatro San Moisè[40]
- Erifile; Herbst 1789, Venedig, Teatro San Samuele
- Gli Argonauti in Colco, o sia La conquista del vello d’oro, dramma per musica; Libretto: Antonio Simone Sografi; 26. Dezember 1789, Venedig, Teatro San Samuele; 1791 in Triest[41]
- Idomeneo, dramma per musica; Libretto: Gaetano Sertor; 12. Juni 1790, Padua, Teatro Nuovo[42]
- La disfatta dei Mori, dramma per musica; Libretto: Giandomenico Boggio; 29. Januar 1791, Turin, Teatro Regio[43]
- La dama soldato, dramma giocoso per musica; Libretto: Caterino Mazzolà; Herbst 1792, Venedig, Teatro San Moisè; 1793 in Barcelona, 1794 in Padua und Turin, 1795 in Modena, 1797 in Madrid, 1798 in Zara, 1799 in Rovigo, 1800 in Trento, 1805 in Mailand, 1813 in Palermo[44]
- La donna astuta, dramma giocoso per musica; Libretto: Giuseppe Palomba; Karneval 1793, Venedig, Teatro San Moisè[45]
- La pastorella nobile, dramma giocoso; Herbst 1793, Fortezza di Palma[46]
- Il divorzio senza matrimonio, ossia La donna che non parla, dramma giocoso per musica; Libretto: Gaetano Sertor; 5. Februar 1794, Modena, Teatro Rangoni; im selben Jahr auch in Monza, 1797 in Verona[47]

- Fedeltà ed amore alla prova, dramma eroicomico; Libretto: Giuseppe Maria Foppa; 18. September 1798, Venedig, Teatro San Moisè; 1799 in Verona, Bologna und Vicenza, 1800 in Triest und Turin, 1801 in Mailand, 1802 in Barcelona[48]
- Il marito migliore, dramma giocoso per musica; Libretto: Angelo Anelli; 18. August 1801, Mailand, Teatro alla Scala; Herbst 1807 in Bologna als Li due gemelli[49]
- Martino carbonaro, o sia Gli sposi fuggitivi, farsa giocosa per musica; Libretto: Giuseppe Maria Foppa; 24. November 1801, Venedig, Teatro San Moisè[50]
- Il portico di Atene, farsa giocosa; Libretto: Angelo Anelli (?); März 1802, Triest, Teatro Grande (nicht aufgeführt)[51]

Musik in Pasticcio-Opern
- L’ape musicale, commedia per musica; Libretto: Lorenzo Da Ponte; 27. Februar 1789, Wien, Hoftheater; 1830 in New York[52]
- L’ape musicale, ossia Il poeta impresari, commedia per musica; Libretto: Lorenzo Da Ponte; Karneval 1792, Triest, Ces. Reg. Teatro[53]
- Szene und Arie in Il Manescalco von L. Brusaco

Zuschreibung zweifelhaft
- La Pallacorda, intermezzo; 1770, Rom
- La fedeltà d’amore; 1776
- Il marchese carbonaro, opera buffa; 1777, Wien
- Le gelosie villane, opera buffa; Libretto: T. Grandi; 1778, Novara
- Achille in Sciro, dramma per musica; Libretto: Pietro Metastasio; 2. November 1781, Palermo, Teatro di Santa Cecilia[54]
- L’amante per bisogno, dramma giocoso; Libretto: Carlo Giuseppe Lanfranchi Rossi; Karneval 1781, Venedig, Teatro San Samuele[55]
- L’Orvietano, opera buffa; 1782, Rom
- Demofoonte, dramma per musica; Libretto: Pietro Metastasio; 29. Dezember 1781, Palermo, Teatro di Santa Cecilia[56]
- La vivandiera, opera buffa; 1786, Berlin
- L’italiana in Londra, opera buffa; Libretto: Giuseppe Petrosellini; 1789, Piacenza
- Giasone e Medea, opera seria; Libretto: G. Palazzi; 1790, Venedig
- La schiava della China, opera buffa; 1790, Ancona
- I due sposi ridicoli, opera buffa; 1793, Rom
- Gl’amori in villa, opera buffa; 1793, Piacenza

### Oratorien
- I profeti al Calvario, dramma sacro; April (?) 1775, Reggio Emilia; 1787 in Wien[57]
- Susanna, actio sacra in lateinischer Sprache; 1. April 1787, Venedig, San Lazzaro dei Mendicanti; weitere Aufführungen in Venedig 1788 und 1792[58]
- Humanae fragilitatis exemplum, actio sacra in lateinischer Sprache; Januar 1788, Venedig, Ospedale dei Mendicanti[59]
- Sansone

### Liturgische Musik (Auswahl)
- Messa breve concertata C-Dur für vier Stimmen; 1791
- Messa per li defonti Es-Dur für drei Stimmen und Orchester; 1792
- Miserere f-Moll für vier Stimmen und Orchester; 1794
- Messa in pastorale für drei Stimmen und Orgel
- Missa pro defunctis für vier Stimmen und Instrumente
- Magnificat D-Dur für vier Stimmen und Orchester
- Magnificat B-Dur für vier Stimmen und Orchester
- Te Deum für vier Stimmen und Instrumente
- Te Deum C-Dur für vier Stimmen, Orgel und Orchester
- Requiem, Tantum ergo für vier Stimmen und Instrumente
- Kyrie breve, Gloria, Credo für drei Stimmen und Instrumente
- Tantum ergo für Sopran, Violinen und Basso continuo
- Stabat Mater c-Moll für vier Stimmen und Orchester
- Stabat Mater d-Moll

### Sonstige geistliche Musik (Auswahl)
- Cantata … per la promozione alla sacra porpora dell’ … Cardinale Mariolini; Libretto: G. Manfredini; 1777, Bologna
- Cantata; 1777, Fano (nur Libretto)
- Salmi, cantici ed inni cristiani für ein bis drei Stimmen und Tasteninstrument (zusammen mit Stefano Pavesi); Text: L. Tadini; 1817, Mailand
- einzelne Arien und Duette

### Instrumentalwerke
- Sinfonien in D-Dur (1771), D-Dur (1772), C-Dur, C-Dur, D-Dur und Es-Dur
- drei Klavierkonzerte